# Victor-Thérèse Charpentier
Victor-Thérèse Charpentier d’Ennery (* 24. März 1732 in Paris, Frankreich; † 13. Dezember 1776 in Port-au-Prince, Saint-Domingue) war ein französischer Graf, General und Kolonialverwalter des 18. Jahrhunderts.

## Biographie
Victor Charpentier d’Ennery war der Sohn von Thomas Jacques Charpentier d’Ennery, einem Kavalleriehauptmann, und Madeleine Angélique Rioult de Douilly. Er schlug die militärische Laufbahn ein, wurde Offizier und nahm am Siebenjährigen Krieg teil. Bis 1762 stieg er zum Maréchal de camp auf. 1765 wurde er zum Gouverneur von Martinique und dann 1768 zum Gouverneur der Îles du Vent in Westindien ernannt. Von 1771 bis 1774 war er in Frankreich und wurde dann 1775 in Saint-Domingue zum Generalkommandanten aller französischen Inseln in der Karibik berufen. Damit war er Kommandeur aller dortigen französischen Landstreitkräfte, was die Verbände der Infanterie, Artillerie und die Befestigungen in den Kolonien umfasste.
Victor-Therese Charpentier wurde am 13. Dezember 1776 in Port-au-Prince während der Aufstände ermordet, bevor er in seinen Ämtern entscheidend tätig werden konnte.

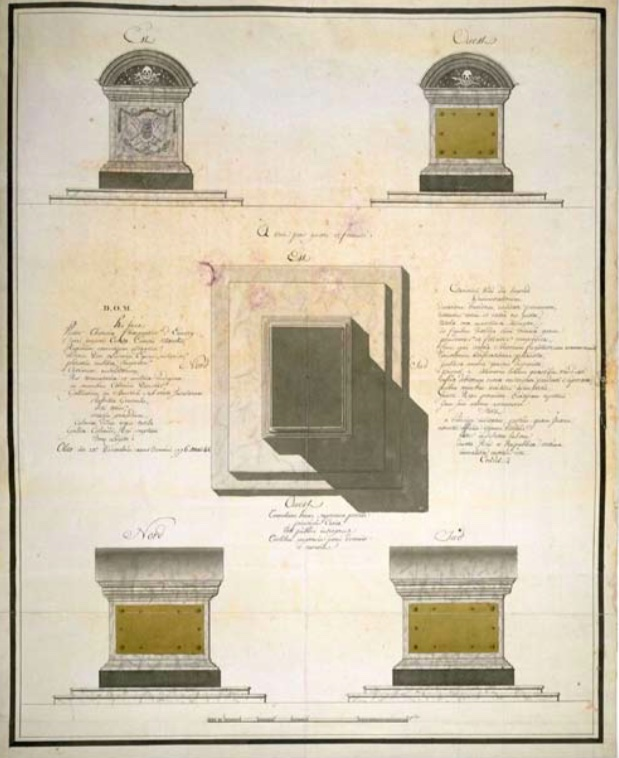
Originalzeichnung des Mausoleums des Grafen d’Ennery in Port-au-Prince, angefertigt von dem Bildhauer Dominique Fossati.

In der Stadt wurde ihm ein Mausoleum errichtet. Den Auftrag dazu gab Jean-Baptiste Vence, der Bruder des Admirals Jean Gaspard de Vence, an den Bildhauer Dominique Fossati. Eine Plastik, die das Mausoleum mit seiner Witwe, seiner Schwester und seiner Tochter davor trauernd zeigt, wurde von 1781 Jean-Antoine Houdon geschaffen. Die Plastik befindet sich im Louvre.
Die sterblichen Überreste Charpentiers werden an drei Orten in Haiti aufbewahrt, wofür drei Denkmäler errichtet wurden: das erste enthält seinen Körper, das zweite sein Herz und das dritte seine Eingeweide.
Robert d’Argout, ebenfalls Maréchal des Camps, trat 1777 seine Nachfolge an.

## Familie
Er war verheiratet mit Rose-Bénédicte d’Alesso, der einzigen Tochter des Marquis d’Éragny. Aus der Verbindung entstammte die Tochter Pauline Louise Françoise de Paule d’Ennery, die 1784, im Alter von 13 Jahren, mit Pierre-Marc-Gaston de Lévis, dem zweiten Herzog von Lévis, verheiratet wurde. Sie war in der Folge Erbin des gesamten Besitzes ihres Vaters, insbesondere des Schlosses Ennery in Val-d’Oise.
Da Charpentier keinen männlichen Erben hatte, wurde der Titel Graf d’Ennery nicht weitergeführt und starb nach seinem Tod aus.

## Auszeichnungen und Ehrungen
Er war Träger des Großkreuzes des Ordre royal et militaire de Saint-Louis. Die Gemeinde Ennery in der Republik Haiti ist nach ihm benannt.